# شبکه سمنان
شبکه سمنان یک شبکهٔ تلویزیونی محلی وابسته به صدا و سیمای جمهوری اسلامی ایران، زیرمجموعه صدا و سیمای سمنان و ویژهٔ استان سمنان است.

## برنامه‌ها
برنامه‌های شبکه سمنان، شامل برنامه‌های تولیدی مرکز سمنان، بازپخش برنامه‌های شبکه‌های سراسری و نیز برنامه‌های زنده تلویزیونی است.